# I'm in a Hurry (And Don't Know Why)
"I'm in a Hurry (And Don't Know Why)" é uma música composta por Roger Murrah e Randy VanWarmer, e interpretada pela banda norte-americana de música country, Alabama, lançada como segundo single do seu álbum American Pride, em setembro de 1992. A música atingiu a primeira posição na parada Hot Country Songs da Billboard e na parada canadense Country Tracks, da revista RPM.

## Versão cover
Florida Georgia Line gravou a música em seu álbum Alabama & Friends (2013). Esta versão atingiu o número 47 no Hot Country Songs e o número 82 no Canadian Hot 100.

## Posições nas paradas
| Parada (1992)                                | Melhor posição |
| -------------------------------------------- | -------------- |
| Canadá (RPM Country Tracks)                  | 1              |
| Estados Unidos (Billboard Hot Country Songs) | 1              |

### Paradas de fim de ano
| Parada (1992)        | Posição |
| -------------------- | ------- |
| Country Tracks (RPM) | 67      |